# Couffé
Couffé est une commune française de l'Ouest de la France, située dans le département de la Loire-Atlantique, en région Pays de la Loire. Avant la Révolution française, c'était une paroisse bretonne, située dans le Pays nantais, un des pays historiques de Bretagne.
Ses habitants sont appelés Coufféens et Coufféennes.

## Géographie

### Situation

Situation de la commune de Couffé dans le département de la Loire-Atlantique.

Couffé est située à 9 km au nord-ouest d'Ancenis (commune nouvelle d'Ancenis-Saint-Géréon) et 35 km au nord-est de Nantes.
| Mouzeil    |        | Mésanger             |
| Ligné      | Couffé | Ancenis-Saint-Géréon |
| Le Cellier | Oudon  |                      |

### Géographie physique
Situé sur les sols acides du massif armoricain, Couffé possède des paysages de bocage (bocage de chêne pédonculé et de frêne, essentiellement) dont les principaux reliefs sont dus à la vallée du Hâvre et à ses affluents : le Donneau, affluent principal qui prend sa source au nord-est de Pannecé et traverse Teillé avant de rejoindre Couffé ; la Beusse, plus réduite et qui prend sa source à Mésanger à l'est ; ces deux cours d'eau se rejoignent dans le bourg de Couffé pour former le Hâvre ; la Loge au Moine et sa vallée encaissée qui rejoint le Hâvre par l'ouest, juste avant la commune d'Oudon.
Cette vallée encaissée offre des paysages préservées et une mosaïque d'habitats (boisements, coteaux secs, prairies inondables et autres milieux humides) qui abritent une grande richesse floristique et faunistique. La vallée du Hâvre est d'ailleurs reconnue comme une zone naturelle d'intérêt écologique et floristique et est intégrée dans le périmètre Natura 2000 de la Loire et de ses vallées annexes.

### Climat
Pour des articles plus généraux, voir Climat des Pays de la Loire et Climat de la Loire-Atlantique.
En 2010, le climat de la commune est de type climat océanique franc, selon une étude du CNRS s'appuyant sur une série de données couvrant la période 1971-2000. En 2020, Météo-France publie une typologie des climats de la France métropolitaine dans laquelle la commune est exposée à un climat océanique et est dans la région climatique  Bretagne orientale et méridionale, Pays nantais, Vendée, caractérisée par une faible pluviométrie en été et une bonne insolation. 
Pour la période 1971-2000, la température annuelle moyenne est de 12 °C, avec une amplitude thermique annuelle de 13,6 °C. Le cumul annuel moyen de précipitations est de 738 mm, avec 12,4 jours de précipitations en janvier et 6 jours en juillet. Pour la période 1991-2020, la température moyenne annuelle observée sur la station météorologique de Météo-France la plus proche, sur la commune de Nort-sur-Erdre à 16 km à vol d'oiseau, est de 12,4 °C et le cumul annuel moyen de précipitations est de 760,4 mm,. Pour l'avenir, les paramètres climatiques de la commune estimés pour 2050 selon différents scénarios d'émission de gaz à effet de serre sont consultables sur un site dédié publié par Météo-France en novembre 2022.

## Urbanisme

### Typologie
Au 1er janvier 2024, Couffé est catégorisée commune rurale à habitat dispersé, selon la nouvelle grille communale de densité à sept niveaux définie par l'Insee en 2022.
Elle est située hors unité urbaine. Par ailleurs la commune fait partie de l'aire d'attraction de Nantes, dont elle est une commune de la couronne,. Cette aire, qui regroupe 116 communes, est catégorisée dans les aires de 700 000 habitants ou plus (hors Paris),.

### Morphologie urbaine
La commune est composée d'un bourg principal et d'autres lieux-dits, hameaux et écarts listés ci-dessous :
- Bas Mauregard
- Bel-Air
- Bottereau
- Bougon
- Charbonneau
- Château de la Ville Jégu
- Haut Mauregard
- Ker Esther
- l'Aubrière
- l'Ousselière
- la Basse Poussaudière
- la Belorderie
- la Bénerie
- la Bézinière
- la Bigotière
- la Bitière
- la Boissenotière
- la Bourgonnière
- la Brosse
- la Butte
- la Chapellerie
- la Chaufferie
- la Chevalerie
- la Contrie
- la Coudraie
- la Coutume
- la Cribotière
- la Croix
- la Daudinière
- la Dorée
- la Favrie
- la Forge
- la Fournerie
- la Gallière
- la Galotinière
- la Gaubergère
- la Gazillardière
- la Gerbauderie
- la Grande Corbière
- la Gravelle
- la Grée
- la Gruère
- la Guillardière
- la Guinière
- la Haie Moreau
- la Hardetenière
- la Haute Poussaudière
- la Jounière
- la Lande
- la Landrouillère
- la Marière
- la Meslière
- la Métellerie
- la Monie
- la Noue
- la Pauvardière
- la Pérauderie
- la Pichaudière
- la Pinetière
- la Ramée
- la Renaudière
- la Richevardière
- la Rillouse
- la Rinière
- la Rivière
- la Roche
- la Roseraie
- la Rougeaudière
- la Route des Crêtes
- la Simonetière
- la Simonière
- la Taunière
- la Tessaudière
- la Tonduère
- la Tonneries
- la Tricotière
- la Veillarderie
- la Verdière
- la Véronnière
- Launay
- le Bas Cuette
- le Bas Vieux Couffé
- le Bois Brillant
- le Bois Brûlé
- le Bois de la Motte
- le Châtelier
- le Chêne Pierre
- le Chêne Tiennot
- le Haut Cuette
- le Haut Vieux Couffé
- le Jarrier
- le Moulin de la Tessaudière
- le Moulin de Saint-Philbert
- le Moulin du Pas
- le Pas
- le Rondier
- le Vigneau
- les Bernardières
- les Brousses
- les Champs Amelin
- les Chesneaux
- les Haies
- les Landreaux
- les Mazeries
- les Noues
- les Plantes
- les Sables
- les Thivières
- Moulin des Rochettes
- Saint-Joseph
- Saint-Philbert

### Occupation des sols
L'occupation des sols de la commune, telle qu'elle ressort de la base de données européenne d’occupation biophysique des sols Corine Land Cover (CLC), est marquée par l'importance des territoires agricoles (94,5 % en 2018), en diminution par rapport à 1990 (95,9 %). La répartition détaillée en 2018 est la suivante : 
terres arables (47 %), zones agricoles hétérogènes (25,3 %), prairies (22 %), forêts (3,2 %), zones urbanisées (2,3 %), cultures permanentes (0,1 %). L'évolution de l’occupation des sols de la commune et de ses infrastructures peut être observée sur les différentes représentations cartographiques du territoire : la carte de Cassini (XVIIIe siècle), la carte d'état-major (1820-1866) et les cartes ou photos aériennes de l'IGN pour la période actuelle (1950 à aujourd'hui).

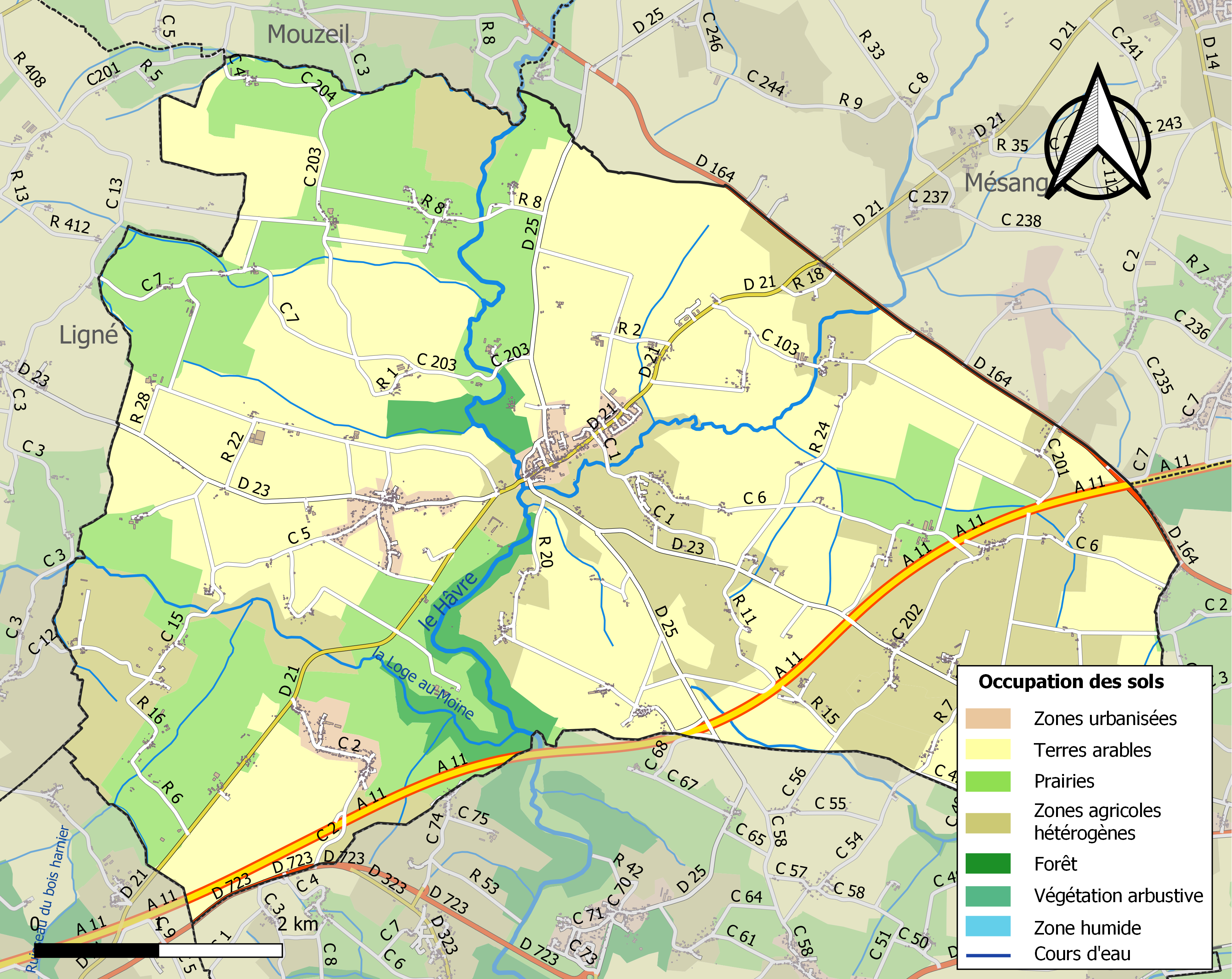
Carte des infrastructures et de l'occupation des sols de la commune en 2018 (CLC).

## Toponymie
Le nom de la localité est attesté sous la forme Coffe en 1287.
Couffé possède un nom en gallo, la langue d'oïl locale, écrit Coufë et prononcé [kufə],.
La forme bretonne proposée par l'Office public de la langue bretonne est Koufeg.

## Histoire

### Antiquité
Durant l’Antiquité , une voie romaine reliant Nantes à Angers passait par Couffé : « elle servait probablement de limite entre Couffé et Oudon. » Et d’ailleurs, au XVIIIe siècle, un berger à découvert dans un terrier, six jarres et une poterie qui contenaient quelques pièces de monnaie en argent et en bronze datant du IIIe siècle.

### Moyen Âge etXVIesiècle
La première église a été construite, au VIe siècle au lieu-dit « la cure », bourg de l’époque entre le port Rayon, et le Vieux Couffé. L’église, dédiée a saint Pierre, et saint Paul s’appellera Saint-Pierre de Couffé. Et au XVIe siècle, les châtelains de la Roche, et de La Contrie décidèrent de déplacer le bourg et l’église entre les deux propriétés : c’est ainsi que naquit le bourg actuel de Couffé
La chapelle Saint-Symphorien est l'une des plus anciennes constructions de la commune datant du XVe siècle. Elle avait été construite par des moines pour une communauté de lépreux. Elle possède un chevet plat qui date du Xe siècle.

### XIXeetXXesiècles
C’est Mme Mathilde de Yrigoyen, qui, la première, importa les premiers appareils, photographie, téléphone, et automobile au sein du village de Couffé, au début du XXe siècle. L’inauguration de l’éclairage électrique à la mairie, sur la voie publique, et dans certaines maisons a eu lieu le 8 septembre 1926, au cours de la remise des prix du Comice Agricole Cantonal
En 1944, l'équipe de football est encadrée par l'abbé Tourneux. Dans les années 1970, M. Bernard de la Rochemacé est à l'origine de la mise en place d'un stade sportif.

## Politique et administration

### Liste des maires
| Période                                  | Période                  | Identité           | Étiquette | Qualité                                               |
| ---------------------------------------- | ------------------------ | ------------------ | --------- | ----------------------------------------------------- |
| Les données manquantes sont à compléter. |                          |                    |           |                                                       |
| vers 1662                                | ?                        | Louis Macé         |           | Châtelain                                             |
| 1869                                     | 1892                     | Henri Poupet       |           |                                                       |
| vers 1894                                |                          | Urbain de Charette |           | Propriétaire                                          |
| vers 1930                                | ?                        | Henri Poupet       |           | Architecte                                            |
| Les données manquantes sont à compléter. |                          |                    |           |                                                       |
| avant 1947                               | 1948                     | Joseph Levoyer     |           |                                                       |
| 1948                                     | mars 1971                | Pierre Richard     |           | Maire honoraire (1972)                                |
| mars 1971                                | 18 mars 1983             | Bernard Levoyer    |           | Exploitant agricole                                   |
| 18 mars 1983                             | 24 mars 1989             | Bernard Quignon    |           | Entrepreneur                                          |
| 24 mars 1989                             | janvier 2007 (démission) | Louis Colas,       | DVD       | Exploitant agricole, 1er adjoint (1983-1989)          |
| 20 janvier 2007                          | 29 mars 2014             | Fernand Pageau     | DVD       | Retraité des travaux publics, 1er adjoint (1989-2007) |
| 29 mars 2014                             | 25 mai 2020              | Martine Corabœuf   | UDI       | Enseignante retraitée                                 |
| 25 mai 2020                              | En cours                 | Daniel Pageau      | SE        | Retraité                                              |

### Jumelages
- Bogel en Allemagne depuis 1984
- Wellow en Angleterre depuis 1991
- Tescani en Roumanie depuis 2000
- Gourkovo en Bulgarie depuis 2003

## Population et société

### Démographie
Selon le classement établi par l'Insee, Couffé fait partie de l'aire urbaine et de la zone d'emploi de Nantes et du bassin de vie d'Ancenis. Elle n'est intégrée dans aucune unité urbaine. Toujours selon l'Insee, en 2010, la répartition de la population sur le territoire de la commune était considérée comme « peu dense » : 92 % des habitants résidaient dans des zones « peu denses » et 8 % dans des zones « très peu denses ».

#### Évolution démographique
L'évolution du nombre d'habitants est connue à travers les recensements de la population effectués dans la commune depuis 1793. Pour les communes de moins de 10 000 habitants, une enquête de recensement portant sur toute la population est réalisée tous les cinq ans, les populations de référence des années intermédiaires étant quant à elles estimées par interpolation ou extrapolation. Pour la commune, le premier recensement exhaustif entrant dans le cadre du nouveau dispositif a été réalisé en 2005.

En 2022, la commune comptait 2 534 habitants, en évolution de −0,35 % par rapport à 2016 (Loire-Atlantique : +6,68 %, France hors Mayotte : +2,11 %).
| 1793  | 1800  | 1806  | 1821  | 1831  | 1836  | 1841  | 1846  | 1851  |
| ----- | ----- | ----- | ----- | ----- | ----- | ----- | ----- | ----- |
| 1 503 | 1 680 | 2 065 | 1 681 | 1 910 | 1 750 | 1 751 | 1 874 | 1 880 |

| 1856  | 1861  | 1866  | 1872  | 1876  | 1881  | 1886  | 1891  | 1896  |
| ----- | ----- | ----- | ----- | ----- | ----- | ----- | ----- | ----- |
| 1 863 | 1 985 | 2 032 | 2 008 | 2 041 | 2 060 | 2 077 | 2 103 | 2 060 |

| 1901  | 1906  | 1911  | 1921  | 1926  | 1931  | 1936  | 1946  | 1954  |
| ----- | ----- | ----- | ----- | ----- | ----- | ----- | ----- | ----- |
| 1 942 | 1 907 | 1 773 | 1 587 | 1 549 | 1 479 | 1 379 | 1 246 | 1 237 |

| 1962  | 1968  | 1975  | 1982  | 1990  | 1999  | 2005  | 2006  | 2010  |
| ----- | ----- | ----- | ----- | ----- | ----- | ----- | ----- | ----- |
| 1 267 | 1 318 | 1 262 | 1 469 | 1 805 | 1 790 | 2 090 | 2 137 | 2 290 |

| 2015  | 2020  | 2022  | - | - | - | - | - | - |
| ----- | ----- | ----- | - | - | - | - | - | - |
| 2 518 | 2 541 | 2 534 | - | - | - | - | - | - |

#### Pyramide des âges
La population de la commune est relativement jeune.
En 2018, le taux de personnes d'un âge inférieur à 30 ans s'élève à 39,3 %, soit au-dessus de la moyenne départementale (37,3 %). À l'inverse, le taux de personnes d'âge supérieur à 60 ans est de 18,0 % la même année, alors qu'il est de 23,8 % au niveau départemental.
En 2018, la commune comptait 1 310 hommes pour 1 246 femmes, soit un taux de 51,25 % d'hommes, largement supérieur au taux départemental (48,58 %).
Les pyramides des âges de la commune et du département s'établissent comme suit.
| Hommes | Classe d’âge | Femmes |
| ------ | ------------ | ------ |
| 0,3    | 90 ou +      | 0,2    |
| 2,8    | 75-89 ans    | 4,8    |
| 14,0   | 60-74 ans    | 13,8   |
| 20,1   | 45-59 ans    | 20,7   |
| 22,6   | 30-44 ans    | 22,0   |
| 15,1   | 15-29 ans    | 15,7   |
| 25,1   | 0-14 ans     | 22,7   |

| Hommes | Classe d’âge | Femmes |
| ------ | ------------ | ------ |
| 0,6    | 90 ou +      | 1,8    |
| 6      | 75-89 ans    | 8,6    |
| 15,1   | 60-74 ans    | 16,4   |
| 19,4   | 45-59 ans    | 18,8   |
| 20,1   | 30-44 ans    | 19,3   |
| 19,2   | 15-29 ans    | 17,4   |
| 19,5   | 0-14 ans     | 17,6   |

## Culture locale et patrimoine

### Lieux et monuments
- Le passage à gué du Pont Noyer
- L'église Saint-Pierre, peintures murales d'Albert Lemasson et de son frère Paul en 1925
- La chapelle Saint-Symphorien

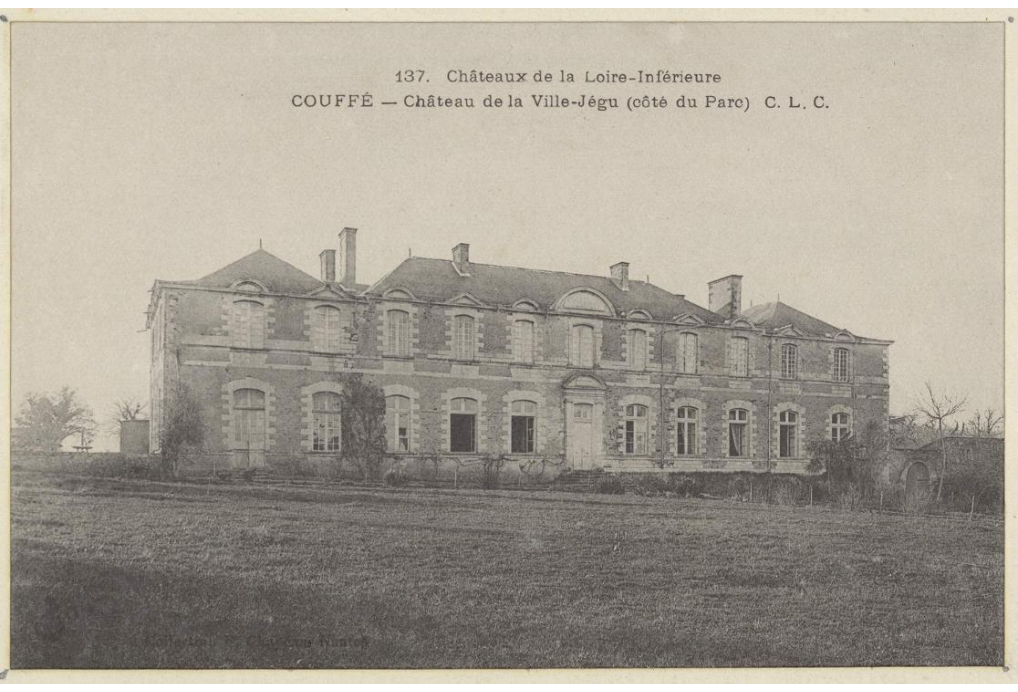
Le pont de la Gravelle
- La Roche
- Le rocher des Mainsberthes
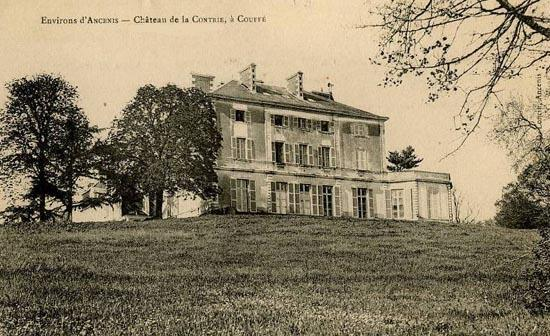
Château de la Villejégu
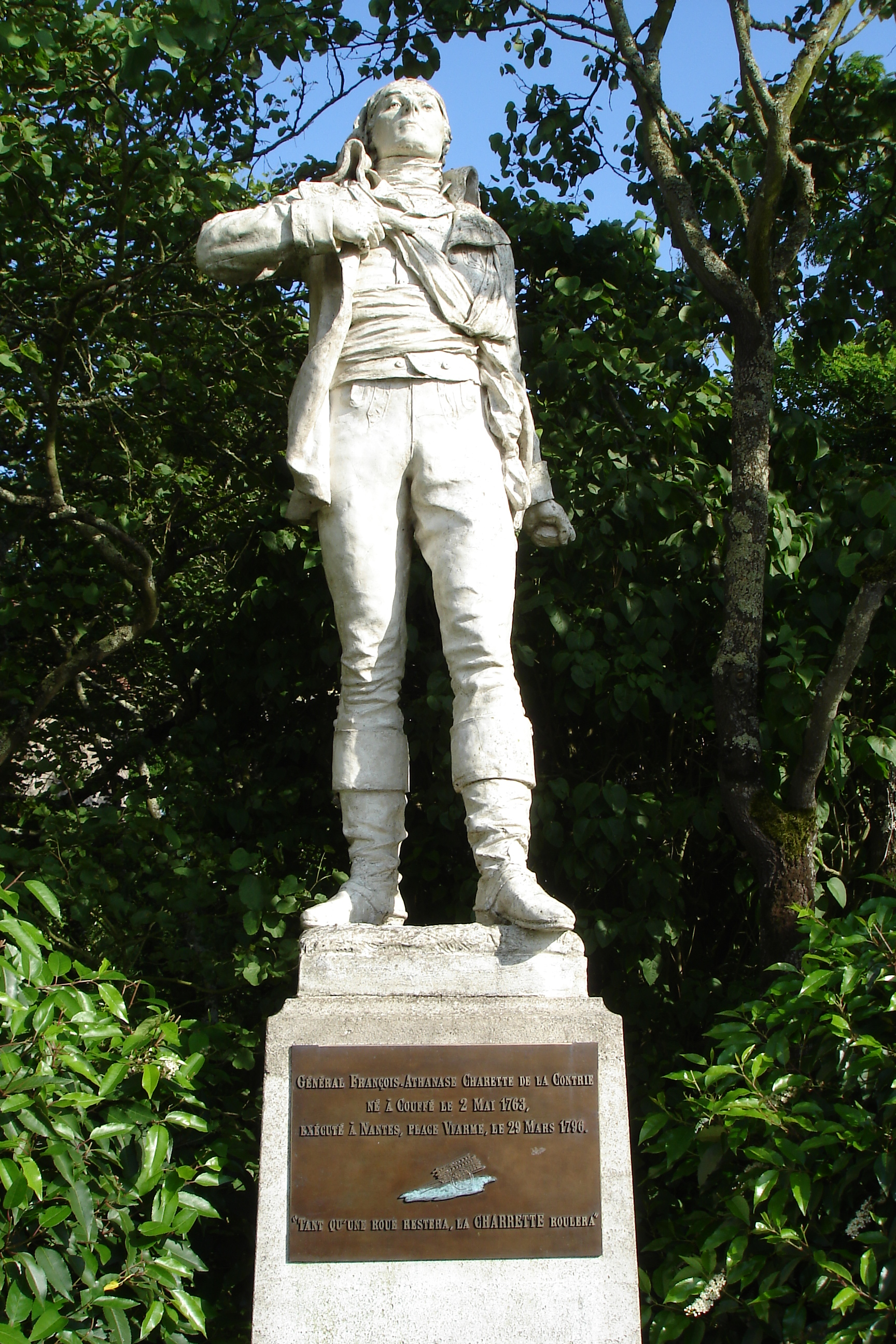
Château de la Contrie
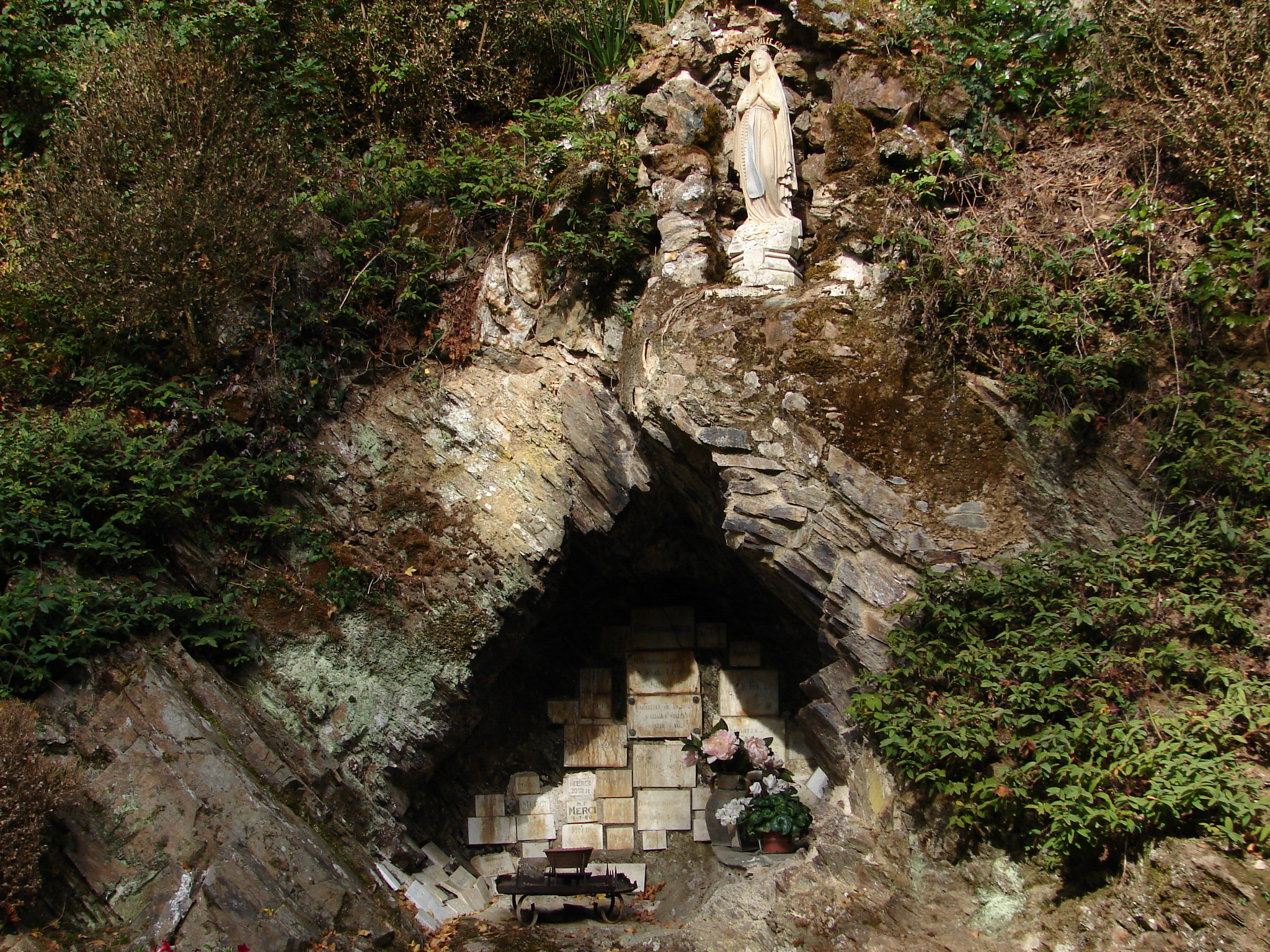
Château de la Roche
- Château de Bougon
- Domaine de la Loge aux Moines
- 7 Moulins

- Château de la Villejégu
- Château de la Contrie
- Statue de François-Athanase Charette de la Contrie.
- Grotte de Lourdes au château de la Villejégu.

### Héraldique
| Blason | Blasonnement : Taillé de sinople à une couffe d'or et de gueules à deux clefs d'or passées en sautoir, une divise en barre ondée d'argent brochant sur la partition ; au chef cousu d'azur à la croix cannelée d'argent. Commentaires : Armes parlantes (la couffe, panier de pêcheur, rappelle le nom de la ville). Blason conçu par Olivier Cruau. |

## Personnalités liées à la commune
- Louis Macé, seigneur de La Roche, maire de Nantes de 1663 à 1664. ;
- le généralissime de l'armée catholique et royale François-Athanase Charette de La Contrie (1763-1796) ;
- Amy Brown (1783-1876), mère de deux filles naturelles de Charles Ferdinand d'Artois, morte au château de La Contrie
- Louise de Bourbon, comtesse de Vierzon (1809-1891), baronne de La Contrie, fille naturelle d'Amy Brown et du duc de Berry, morte au château de La Contrie
- Charles Athanase Marie de Charette de La Contrie (1796-1848), neveu du général breton et gendre d'Amy Brown, officier de cavalerie, pair de France
- Athanase Charles Marie de Charette de La Contrie (1832-1911), fils du pair de France, zouave pontifical
- la comtesse Mathilde de Yrigoyen (1902-1920).

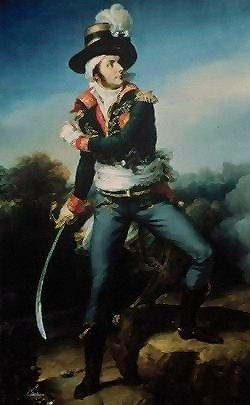
François-Athanase Charette de La Contrie (1763-1796)
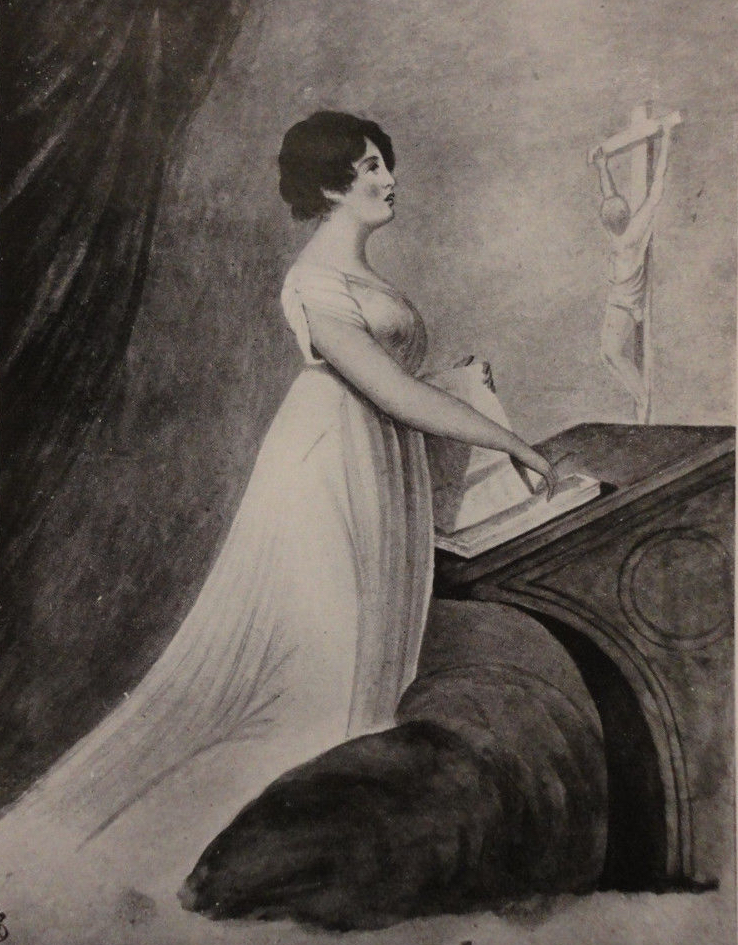
Amy Brown (1783-1876)
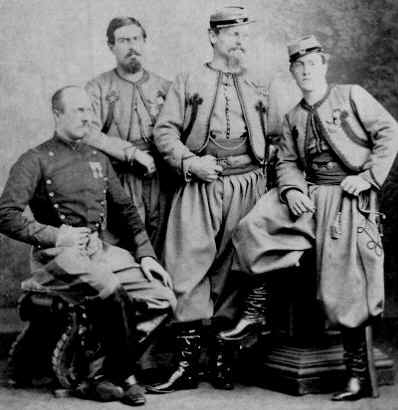
Les frères Charette de La Contrie, zouaves pontificaux